# Sotovellanos
Sotovellanos è una località spagnola della provincia di Burgos, nella comunità autonoma Castiglia e León, comarca di Odra-Pisuerga. Il suo territorio è ricompreso in quello del comune di Sotresgudo.